# Islip (Oxfordshire)
Islip is een civil parish in het bestuurlijke gebied Cherwell, in het Engelse graafschap Oxfordshire met 652 inwoners.

## Geboren
- Eduard de Belijder (ca. 1004-1066), koning van Engeland (1042-1066)

## Galerij

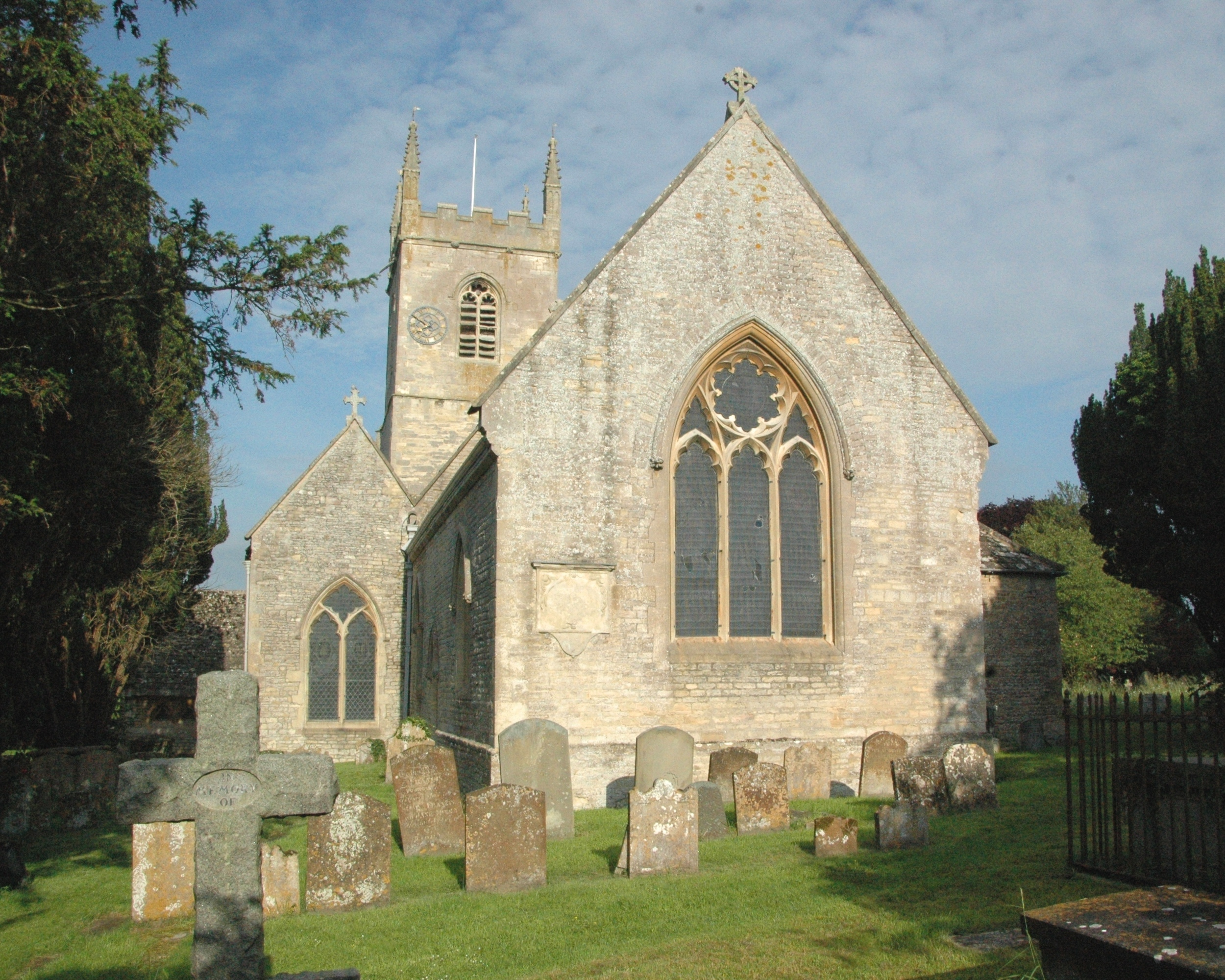
Kerk van St.-Nicolaas-de-Belijder.